# Carmen de Lavallade
Carmen de Lavallade (nacida el 6 de marzo de 1931) es una actriz, coreógrafa y bailarina estadounidense. Durante muchos años estuvo asociada y casada con el actor, bailarín y director Geoffrey Holder, ganador de un Premio Tony. En 2017, recibió el premio Kennedy Center Honors por sus logros y contribuciones a la cultura estadounidense.

## Primeros años
De Lavallade nació en Los Ángeles, California, el 6 de marzo de 1931, de padres criollos de Nueva Orleans, Luisiana. Fue criada por su tía Adele, propietaria de una de las primeras librerías de historia afroestadounidense de Central Avenue. La prima de De Lavallade, Janet Collins, fue la primera prima ballerina de descendencia criolla/afrodescendiente de la Metropolitan Opera. La familia era católica.
De Lavallade empezó a estudiar ballet con Melissa Blake a los 16 años. Tras graduarse en el Thomas Jefferson High School de Los Ángeles, obtuvo una beca para estudiar danza con Lester Horton.

## Carrera

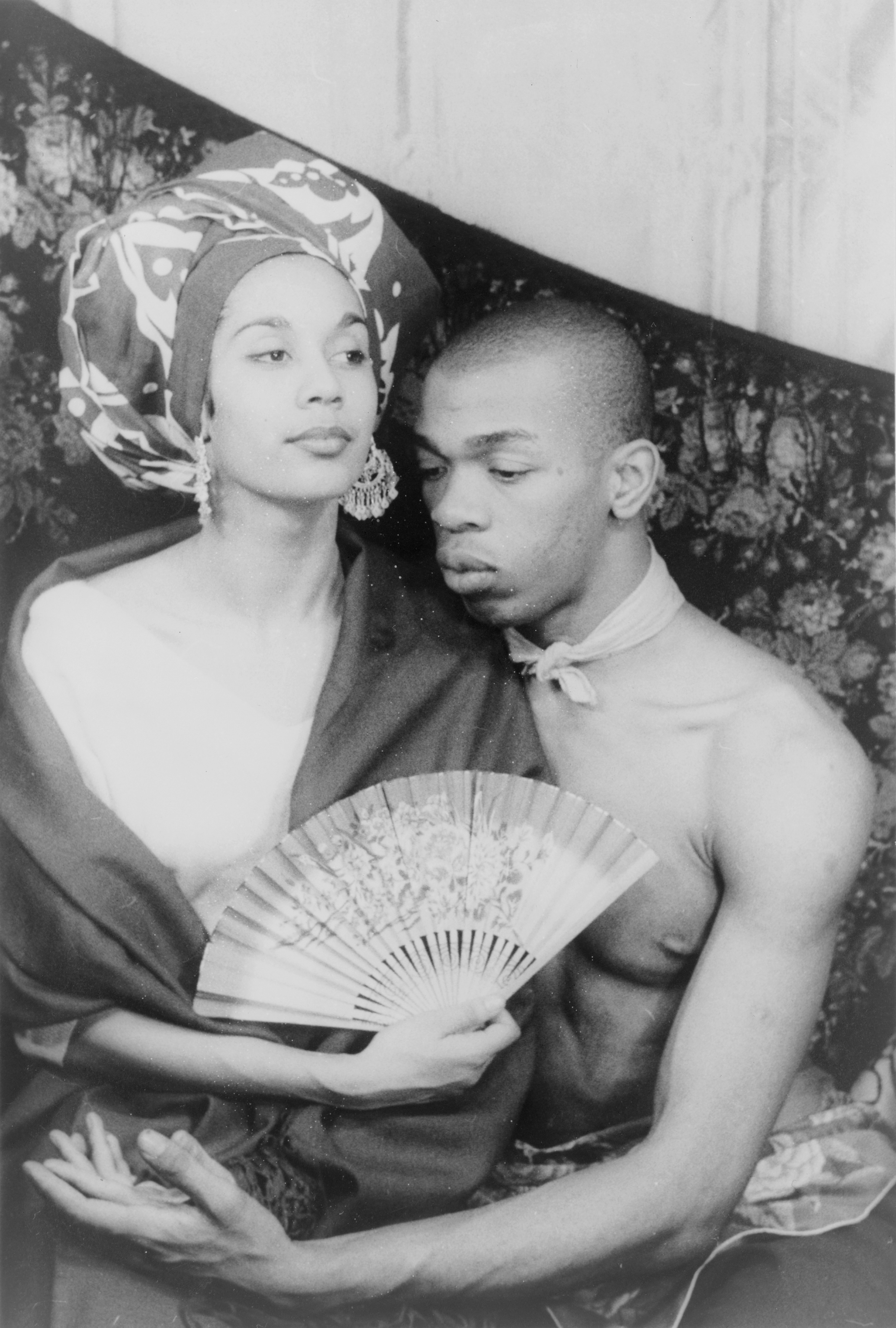
De Lavallade con su esposo, Geoffrey Holder, en 1955

De Lavallade entró a formar parte del Lester Horton Dance Theater en 1949, donde bailó como primera bailarina hasta que se marchó a Nueva York con Alvin Ailey en 1954. Como todos los alumnos de Horton, estudió otras formas de arte, como pintura, interpretación, música, escenografía y vestuario, así como ballet y otras formas de danza moderna y étnica. Estudió danza con la bailarina Carmelita Maracci e interpretación con Stella Adler. En 1954, de Lavallade debutó en Broadway formando pareja con Alvin Ailey en el musical de Truman Capote House of Flowers (protagonizado por Pearl Bailey).
En 1955, se casó con el bailarín y actor Geoffrey Holder, a quien había conocido trabajando en House of Flowers. Fue con Holder con quien de Lavallade coreografió su característico solo Come Sunday, sobre un espiritual negro cantado por Odetta (conocida entonces como Odetta Gordon). Al año siguiente, de Lavallade bailó como prima ballerina en Sansón y Dalila y Aida en la Metropolitan Opera.
Debutó en televisión en el ballet Flight, de John Butler, y en 1957 apareció en la producción televisiva de A Drum Is a Woman, de Duke Ellington. Apareció en varias producciones fuera de Broadway, como Otelo y Death of a Salesman. Lena Horne le presentó a los ejecutivos de la 20th Century Fox, lo que la llevó a interpretar más papeles entre 1952 y 1955. Apareció en varias películas, como Carmen Jones (1954) con Dorothy Dandridge, Odds Against Tomorrow (1959) con Harry Belafonte y Lone Star (1996.
De Lavallade fue una de las principales artistas invitadas de la Alvin Ailey Dance Company en su gira por Asia, y en algunos países la compañía se denominó de Lavallade-Ailey American Dance Company. Otras de sus actuaciones fueron bailar con Donald McKayle y aparecer en las producciones del American Ballet Theatre de Agnes de Mille de The Four Marys y The Frail Quarry en 1965. Ante la insistencia de su amigo John Butler, comenzó a dar clases en la Yale School of Drama como coreógrafa e intérprete residente en 1970.
Puso en escena musicales, obras de teatro y óperas, y con el tiempo se convirtió en profesora y miembro del Yale Repertory Theater. Entre sus alumnos de esta época se encuentran Meryl Streep, Sigourney Weaver, Joe Grifasi, Christopher Durang y Wendy Wasserstein. Entre 1990 y 1993, de Lavallade regresó al Metropolitan Opera como coreógrafa de Porgy and Bess y Die Meistersinger.
En 1996, de Lavallade, Gus Solomons jr. y Dudley Williams fundaron el colectivo de danza PARADIGM,
 una compañía de danza para bailarines maduros de más de 50 años cuyo objetivo era "promover y celebrar el talento de los artistas maduros en el escenario". PARADIGM realizó giras y encargó nuevas danzas a diversos coreógrafos.
En 2003, de Lavallade formó parte del elenco rotativo de la lectura escenificada de Wit & Wisdom off-Broadway. En 2010, participó en una lectura semiescenificada de Evening Primrose de Stephen Sondheim en un concierto de una sola noche. En 2014, de Lavallade estrenó su espectáculo en solitario As I Remember It. La obra era una meditación sobre su historia en la danza a través de la interpretación, el cine y la narración.

## Vida personal
De Lavallade había residido en la ciudad de Nueva York con su esposo Geoffrey Holder hasta la muerte de éste, el 5 de octubre de 2014. Sus vidas fueron el tema del documental Carmen and Geoffrey, de Linda Atkinson y Nick Doob, de 2005. La pareja tuvo un hijo, Léo. El cuñado de De Lavallade era Boscoe Holder.

## Premios
En 2004, de Lavallade recibió el Black History Month Lifetime Achievement Award y el Rosie Award (llamado así por Rosetta LeNoire y "concedido a personas que demuestran logros y dedicación extraordinarios en las artes teatrales y a empresas que trabajan para promover las oportunidades y la diversidad"), el Bessie Award en 2006 y el Capezio Dance Award en 2007, así como un doctorado honoris causa en Bellas Artes por la Universidad Estatal de Nueva York a través del Purchase College en 2006 y la Escuela Juilliard en 2008.
En 2016, de Lavallade recibió el Lifetime Achievement Award en los Premios Obie presentados por el American Theatre Wing y The Village Voice por su excelencia en el teatro off-broadway.
En diciembre de 2017, recibió el Premio Kennedy Center Honors. El 17 de agosto de 2017, dos días después de la tercera declaración del presidente estadounidense Trump tras el "mitin de Charlottesville", anunció que renunciaría a la recepción relacionada en la Casa Blanca, que posteriormente se canceló, aunque sí asistió a la cena en el Departamento de Estado ofrecida por Rex Tillerson y conducida por Julie Andrews.
De Lavallade fue una de las homenajeadas en la The New Jewish Home's Eight over Eighty 2017.[cita requerida]
El 30 de agosto de 2023, De Lavallade recibió el Richmond Ballet's Lifetime Achievement in Dance Award antes de una representación de Carmina Burana de John Butler en el Filene Center del Wolf Trap National Park for the Performing Arts.